# Bogdan Yanchev
Bogdan Yanchev (em búlgaro:  Богдан Янчев, 26 de fevereiro de 1913 — data de morte desconhecido) foi um ciclista olímpico búlgaro.
Yanchev representou sua nação nos Jogos Olímpicos de Verão de 1936, na prova de perseguição por equipes.